# Saint-Péreuse
Saint-Péreuse là một xã của tỉnh Nièvre, thuộc vùng Bourgogne-Franche-Comté, miền trung nước Pháp.